# Mistrzostwa Świata Juniorów w Short Tracku 2020
Mistrzostwa Świata Juniorów w Short Tracku 2020 odbyły się we włoskim Bormio, w dniach 31 stycznia – 2 lutego 2020 roku.

## Klasyfikacja medalowa
| Lp. | Kraj              | Złoto | Srebro | Brąz | Razem |
| 1.  | Korea Południowa  | 5     | 2      | 0    | 7     |
| 2.  | Holandia          | 2     | 0      | 0    | 2     |
| 3.  | Chiny             | 1     | 0      | 3    | 4     |
| 4.  | Rosja             | 0     | 3      | 2    | 5     |
| 5.  | Kanada            | 0     | 2      | 0    | 2     |
| 6.  | Stany Zjednoczone | 0     | 1      | 1    | 2     |
| 7.  | Japonia           | 0     | 0      | 1    | 1     |
| 7.  | Włochy            | 0     | 0      | 1    | 1     |

## Medaliści i medalistki

### Juniorzy
| Konkurencja          | Złoto                                                                          | Czas         | Srebro                                                                                  | Czas     | Brąz                                                             | Czas     |
| -------------------- | ------------------------------------------------------------------------------ | ------------ | --------------------------------------------------------------------------------------- | -------- | ---------------------------------------------------------------- | -------- |
| 500 metrów           | Lee Jeong-min                                                                  | 42.063       | Władimir Bałbekow                                                                       | 42.171   | Sun Long                                                         | 1:03.327 |
| 1000 metrów          | Sun Long                                                                       | 1:34.108     | Ahn Hyun-jun                                                                            | 1:34.111 | Władimir Bałbekow                                                | 1:34.647 |
| 1500 metrów          | Kim Tae-sung                                                                   | 2:31.495     | Ahn Hyun-jun                                                                            | 2:31.584 | Zhang Tianyi                                                     | 2:31.671 |
| Sztafeta 3000 metrów | Korea Południowa · Ahn Hyun-jun · Jang Sung-woo · Kim Tae-sung · Lee Jeong-min | 3:55.494 JWR | Rosja · Władimir Bałbekow · Konstantin Iwliew · Wiaczesław Karpow · Daniłł Krasnokuckij | 3:55.982 | Japonia · Ibuki Hayashi · Ota Ishii · Shogo Miyata · Takumi Wada | 4:12.437 |

### Juniorki
| Konkurencja          | Złoto                                                                               | Czas         | Srebro                                                                             | Czas     | Brąz                                                                       | Czas     |
| -------------------- | ----------------------------------------------------------------------------------- | ------------ | ---------------------------------------------------------------------------------- | -------- | -------------------------------------------------------------------------- | -------- |
| 500 metrów           | Xandra Velzeboer                                                                    | 43.924       | Florence Brunelle                                                                  | 44.383   | Corinne Stoddard                                                           | 44.760   |
| 1000 metrów          | Kim Gil-li                                                                          | 1:32.069     | Corinne Stoddard                                                                   | 1:32.924 | Anna Matwiejewa                                                            | 1:33.292 |
| 1500 metrów          | Kim Geon-hee                                                                        | 2:38.292     | Florence Brunelle                                                                  | 2:38.507 | Li Xuan                                                                    | 2:38.616 |
| Sztafeta 3000 metrów | Holandia · Georgie Dalrymple · Anne Floor Otter · Xandra Velzeboer · Marijn Wiersma | 4:12.019 JWR | Rosja · Julija Beresniewa · Sofia Bojcowa · Darija Krasnokuckaja · Anna Matwiejewa | 4:13.288 | Włochy · Chiara Betti · Elisa Confortola · Viola De Piazza · Katia Filippi | 4:21.298 |